# مالانواتا
مالانواتا (انگلیسی: Malanwatta) یک روستا در کشور سری‌لانکا است.